# 엔드리 토마스
엔드리 베르나르도 토마스 수아소(스페인어:Hendry Bernardo Thomas Suazo, 1985년 2월 23일 ~ )는 온두라스 태생의 전 축구 선수이다.